# Tretodictyidae
Tretodictyidae is een familie van sponsdieren uit de klasse van de Hexactinellida. 

## Geslacht
- Anomochone Ijima, 1927
- Cyrtaulon Schulze, 1886
- Hexactinella Carter, 1885
- Psilocalyx Ijima, 1927
- Sclerothamnopsis Wilson, 1904
- Sclerothamnus Marshall, 1875
- Tretocalyx Schulze, 1901
- Tretodictyum Schulze, 1886